# Rožňavské Bystré
Rožňavské Bystré é um município da Eslováquia, situado no distrito de Rožňava, na região de Košice. Tem 7,94 km² de área e sua população em 2018 foi estimada em 625 habitantes.

## Demografia
| Ano:        | 1994 | 2004   | 2014   | 2024    |
| ----------- | ---- | ------ | ------ | ------- |
| Broj ljudi: | 568  | 582    | 632    | 551     |
| Razlika:    |      | +2,46% | +8,59% | -12,81% |

| Ano:               | 2023 | 2024   |
| ------------------ | ---- | ------ |
| Número de pessoas: | 563  | 551    |
| Diferença:         |      | -2,13% |